# شيلا أرمسترونغ
شيلا أرمسترونغ (بالإنجليزية: Sheila Armstrong)‏ هي مغنية ومغنية أوبرا بريطانية، ولدت في 13 أغسطس 1942 في أشينغتون ‏ في المملكة المتحدة.

## وصلات خارجية
- شيلا أرمسترونغ على موقع ميوزك برينز (الإنجليزية)
- شيلا أرمسترونغ على موقع أول ميوزيك (الإنجليزية)
- شيلا أرمسترونغ على موقع ديسكوغز (الإنجليزية)